# Aquaris E5 HD Ubuntu Edition

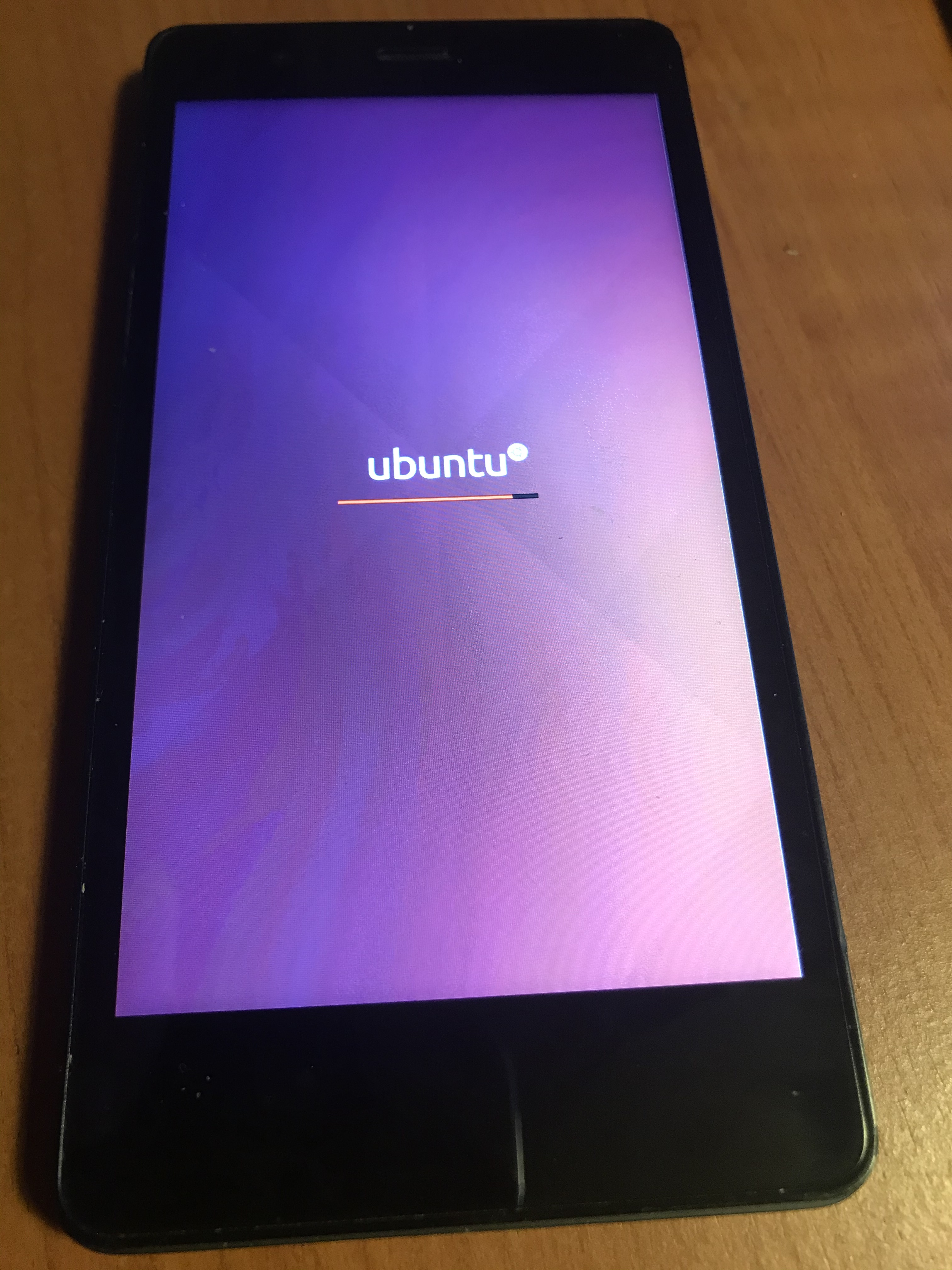

L'Aquaris E5 est un téléphone pouvant accueillir deux cartes SIM ; il a été  conçu par le constructeur espagnol BQ qui l'a lancé sur le marché en juillet 2014,.
Le 9 juin 2015, BQ a lancé en partenariat avec Canonical l'Aquaris E5 HD Ubuntu Edition. Ce téléphone basé sur le matériel de l'Aquaris E5 (avec un écran de 1280 × 720) a été vendu dans l'Union européenne uniquement.
Il devient le troisième téléphone à être vendu avec le système d'exploitation mobile Ubuntu Touch, après le BQ Aquaris E4.5 Ubuntu Edition et le Meizu MX4 Ubuntu Edition (en).